# 6043 Aurochs
6043 Aurochs è un asteroide della fascia principale. Scoperto nel 1991, presenta un'orbita caratterizzata da un semiasse maggiore pari a 2,3657809 UA e da un'eccentricità di 0,1424598, inclinata di 6,88572° rispetto all'eclittica.
L'asteroide è dedicato al Bos taurus primigenius, bovino estinto europeo.